# David H. Stern
David Harold Stern (ur. 31 października 1935 w Los Angeles, zm. 8 października 2022) – amerykański teolog żydowskiego pochodzenia, Żyd mesjanistyczny. Trzeci syn Harolda P. Sterna, historyka sztuki, oraz Marion Levi Stern.

## Wykształcenie i życie osobiste
Ukończył pierwszy stopień studiów teologicznych na Fuller Theological Seminary w Pasadenie, a także kurs magisterski na University of Judaism (obecnie American Jewish University). Uzyskał również tytuł doktorski z ekonomii na Uniwersytecie w Princeton. Po ukończeniu edukacji został wykładowcą, na Fuller Theological Seminary zajmował się przedmiotem „Judaizm i chrześcijaństwo”, pracował również na Uniwersytecie Kalifornijskim w Los Angeles. Obecnie Stern mieszka w Jerozolimie, gdzie aktywnie udziela się w życiu społeczności mesjanistycznych Żydów.

## Complete Jewish Bible
Najważniejszym dziełem Davida H. Sterna jest Complete Jewish Bible, angielskie tłumaczenie Tanachu oraz Nowego Testamentu (nazywanego przez mesjanistycznych Żydów „B’rit Hadashah”, od hebrajskiego ברית חדשה, oznaczającego „nowe przymierze”). W przekładzie tym Stern odszedł od powszechnie przyjętych, udomowionych nazw własnych, imion oraz innych elementów dzieła, a zastosował technikę transliteracji oraz w niektórych miejscach pozostawił oryginalne słowa w języku hebrajskim oraz rzadziej w jidysz. Jego pomysł odniósł sukces, tłumaczenie zostało gorąco przyjęte w społeczności Żydów mesjanistycznych. Było to pierwsze znaczące tłumaczenie Nowego Testamentu skierowane do tej grupy religijnej, dla której księga ta również jest pismem autorytatywnym.
Do innych znaczących tekstów Davida H. Sterna należą:
- Restoring the Jewishness of the Gospel
- Messianic Jewish Manifesto
- Messianic Judaism: A Modern Movement With An Ancient Past
- The Jewish New Testament Commentary: A Companion Volume to the Jewish New Testament